# Hide and Seek (Imogen Heap)
Hide and Seek è un singolo della cantautrice britannica Imogen Heap, pubblicato il 19 maggio 2005 come primo estratto dal secondo album in studio Speak for Yourself. Per tutta la durata del brano, la cantante esegue la melodia a cappella, con il solo accompagnamento prodotto da un vocoder che armonizza la voce stessa.

## Classifiche
| Anno | Classifica                | Posizione massima |
| ---- | ------------------------- | ----------------- |
| 2005 | Canada Digital Song Sales | 57                |
| 2005 | USA (Hot Digital Songs)   | 37                |
| 2006 | PL Hot Lista              | 5                 |
| 2006 | PL Szczęśliwa 13          | 11                |